# Paddehat
Paddehat er den populære betegnelse for visse svampes frugtlegemer, med en bestemt form bestående af hat og stok. Hatten har oftest lameller eller rør, og stokken kan evt. have en karakteristisk hudagtig ring. De svampegrupper hvor frugtlegemet er en paddehat er bladhatte, rørhatte og skørhatte.
| Svampe | Spire Denne artikel om svampe er en spire som bør udbygges. Du er velkommen til at hjælpe Wikipedia ved at udvide den. |